# The Projected Man
The Projected Man is een Britse sciencefictionfilm uit 1967, gemaakt door Protelco. De hoofdrollen in de film werden vertolkt door Mary Peach, Bryant Haliday, Norman Wooland en Ronald Allen.

## Verhaal
De film draait om de wetenschapper Dr. Paul Steiner, die experimenten doet met materieteleportatie middels een laserapparaat. Na een paar succesvolle testen met levenloze voorwerpen besluit hij het op zichzelf uit te proberen. Het project gaat echter gruwelijk mis: de helft van zijn lichaam raakt zwaar verminkt en wordt dodelijk voor alles wat hij aanraakt. Hij draait door en begint wraak te nemen op alle mensen die hem niet gunstig gezind zijn.

## Rolverdeling
| Acteur            | Personage         |
| ----------------- | ----------------- |
| Bryant Haliday    | Dr. Paul Steiner  |
| Mary Peach        | Dr. Patricia Hill |
| Norman Wooland    | Dr. Blanchard     |
| Ronald Allen      | Dr. Chris Mitchel |
| Derek Farr        | Inspector Davis   |
| Tracey Crisp      | Sheila Anderson   |
| Derrick De Marney | Latham            |
| Gerard Heinz      | Dr. Lembach       |
| Sam Kydd          | Harry Slinger     |
| Terry Scully      | Steve Lowe        |
| Norma West        | Gloria King       |
| Frank Gatliff     | Dr. Wilson        |
| John Watson       | Sgt. Martin       |

## Achtergrond
De film werd in de Verenigde Staten uitgebracht door Universal Studios tezamen met Island of Terror.
De film werd bespot in de serie Mystery Science Theater 3000.